# Leucodon cryptotheca
Leucodon cryptotheca là một loài Rêu trong họ Leucodontaceae. Loài này được Hampe mô tả khoa học đầu tiên năm 1838.